# Ben Webster (ator)
Ben Webster (Londres, Inglaterra, 2 de junho de 1864 – Califórnia, Estados Unidos, 26 de fevereiro de 1947) foi um ator britânico, que atuou em filmes mudos entre 1913 e 1947.

## Filmografia selecionada
- Enoch Arden (1914)
- The Vicar of Wakefield (1916)
- The Gay Lord Quex (1917)
- 12.10 (1919)
- The Lyons Mail (1931)
- The Old Curiosity Shop (1934)
- Drake of England (1935)
- Forever and a Day (1943)